# Dictenidia pictipennis pictipennis
Dictenidia pictipennis pictipennis is een tweevleugelige uit de familie langpootmuggen (Tipulidae). De soort komt voor in het Palearctisch gebied.